# 淡路 (大阪市)
淡路（あわじ）は、大阪府大阪市東淀川区の地名。現行行政地名は淡路一丁目から淡路五丁目、東淡路一丁目から東淡路五丁目、西淡路一丁目から西淡路六丁目。
中心部に位置する淡路駅では阪急電鉄の京都本線・千里線が交差し、加えて2019年3月から西日本旅客鉄道（JR西日本）おおさか東線（JR淡路駅）も開業し連絡する。
淡路駅周辺は、商店街として賑わいをみせている。

## 地勢
北を神崎川、南を淀川に挟まれた平地で、古代はもっと小さな中洲だったという（後述の菅原道真の逸話も、このことに因む）。中心部となる淡路駅近辺は両川から数百m離れており、「川の近く」とは感じられない。

## 歴史
「淡路」の地名は、901年（延喜元年）に菅原道真が大宰府へ左遷され淀川を下っていた時、当時は中洲だった当地を見て「これが淡路島か」と勘違いし上陸した、との伝承による。淡路の東隣にある菅原という町名も道真から来ており、同2丁目には菅原天満宮が建立されている。道真の上陸地（淡路1丁目）にはかつて淡路天満宮があったが、1910年（明治43年）に中島惣社（東淀川区東中島）へ合祀され、現在は跡地に鎮座する愛宕神社境内に天満宮址を示す石碑を残すのみとなっている。
江戸時代には西成郡増島村と高畑村を形成、1871年（明治4年）に両村が合併して淡路村となった。1889年（明治22年）の町村制施行では、近隣の8か村と合併して発足した西中島村（のち西中島町）の大字となり、1925年（大正14年）に大阪市へ編入され、東淀川区国次町（くにつぎちょう）となった。新町名は来派の刀工「来国次」が淡路に居住していたことによるもので、同時に船場の淡路町との重複を回避している。なお「国次」の名は付近の一部施設に残されている。
大阪市へ編入された年には、新京阪鉄道（現在の阪急京都本線など）が天神橋駅（現：天神橋筋六丁目駅）から当地まで路線を開業し、淡路は鉄道の結節点となった。なお、淡路駅自体は4年前の1921年、北大阪電気鉄道（後に新京阪鉄道に合併）が十三 - 淡路 - 豊津間を開通させた際、同時に開業している。さらに1928年には高槻町（現：高槻市）まで延伸され、現在に至る十字型の線形が構成された。一方で1929年には省線（のち国鉄）城東貨物線が開通し、淡路の東方を築堤でを南北に縦断するようになった（2019年におおさか東線として旅客線化した）。
1939年（昭和14年）に淡路新町、1958年（昭和33年）に淡路本町・西淡路町・東淡路町の町名ができ、国次町の町名は実質的に姿を消した。1980年（昭和55年）に現行の住居表示が実施され、下新庄のうち、城東貨物線以西の区域が淡路に組み入れられた。なお「淡路本町」の名は今でも商店街名にその名残をとどめている。

## 地名と市街概説
- 大阪市東淀川区
  - 淡路1 - 5丁目
  - 西淡路1 - 6丁目
  - 東淡路1 - 5丁目

淡路駅西口一帯は商店街・市場・金融機関・遊興施設などが多く、日中は人通りが多い。駅東側の東淡路は住宅地で、東淀川図書館などの公共施設がある。淡路西部は住宅地であるが、新大阪方面からの道路が東西に貫いている。西淡路は住宅地と小工場が錯雑している。
淡路の中心部は商業地として賑わう一方、道路は狭く曲がりくねっている。幹線道路と言えるのは南縁部の淀川沿いを通る淀川通（大阪府道14号大阪高槻京都線）ぐらいである。そのため、大阪シティバスの路線も中心である阪急淡路駅前には乗り入れられず、淀川通を通る路線以外は、北部の東海道新幹線の高架沿いに中型車を使用する11号系統が通るのみである。淡路駅周辺の高架化工事完了の際には改善が見込まれている。

## 世帯数と人口
2019年（平成31年）3月31日現在の世帯数と人口は以下の通り、漸減傾向にある。

### 淡路
| 丁目       | 世帯数    | 人口    |
| ---------- | --------- | ------- |
| 淡路一丁目 | 789世帯   | 1,333人 |
| 淡路二丁目 | 691世帯   | 1,085人 |
| 淡路三丁目 | 1,514世帯 | 2,310人 |
| 淡路四丁目 | 1,166世帯 | 1,764人 |
| 淡路五丁目 | 1,245世帯 | 1,907人 |
| 計         | 5,405世帯 | 8,399人 |

人口の変遷
国勢調査による人口の推移。
| 1995年（平成7年）  | 10,193人 | [ 13 ] |  |
| 2000年（平成12年） | 10,173人 | [ 14 ] |  |
| 2005年（平成17年） | 9,475人  | [ 15 ] |  |
| 2010年（平成22年） | 9,059人  | [ 16 ] |  |
| 2015年（平成27年） | 8,863人  | [ 17 ] |  |

世帯数の変遷
国勢調査による世帯数の推移。
| 1995年（平成7年）  | 5,177世帯 | [ 13 ] |  |
| 2000年（平成12年） | 5,234世帯 | [ 14 ] |  |
| 2005年（平成17年） | 5,099世帯 | [ 15 ] |  |
| 2010年（平成22年） | 5,089世帯 | [ 16 ] |  |
| 2015年（平成27年） | 4,967世帯 | [ 17 ] |  |

### 東淡路
| 丁目         | 世帯数    | 人口    |
| ------------ | --------- | ------- |
| 東淡路一丁目 | 2,054世帯 | 3,920人 |
| 東淡路二丁目 | 569世帯   | 926人   |
| 東淡路三丁目 | 700世帯   | 1,115人 |
| 東淡路四丁目 | 843世帯   | 1,301人 |
| 東淡路五丁目 | 500世帯   | 827人   |
| 計           | 4,666世帯 | 8,089人 |

人口の変遷
国勢調査による人口の推移。
| 1995年（平成7年）  | 10,892人 | [ 13 ] |  |
| 2000年（平成12年） | 9,902人  | [ 14 ] |  |
| 2005年（平成17年） | 9,264人  | [ 15 ] |  |
| 2010年（平成22年） | 8,574人  | [ 16 ] |  |
| 2015年（平成27年） | 8,226人  | [ 17 ] |  |

世帯数の変遷
国勢調査による世帯数の推移。
| 1995年（平成7年）  | 4,528世帯 | [ 13 ] |  |
| 2000年（平成12年） | 4,325世帯 | [ 14 ] |  |
| 2005年（平成17年） | 4,297世帯 | [ 15 ] |  |
| 2010年（平成22年） | 4,287世帯 | [ 16 ] |  |
| 2015年（平成27年） | 4,417世帯 | [ 17 ] |  |

### 西淡路
| 丁目         | 世帯数    | 人口     |
| ------------ | --------- | -------- |
| 西淡路一丁目 | 1,607世帯 | 2,084人  |
| 西淡路二丁目 | 649世帯   | 1,118人  |
| 西淡路三丁目 | 1,611世帯 | 2,558人  |
| 西淡路四丁目 | 1,003世帯 | 1,493人  |
| 西淡路五丁目 | 1,003世帯 | 1,782人  |
| 西淡路六丁目 | 621世帯   | 1,150人  |
| 計           | 6,494世帯 | 10,185人 |

人口の変遷
国勢調査による人口の推移。
| 1995年（平成7年）  | 12,272人 | [ 13 ] |  |
| 2000年（平成12年） | 12,021人 | [ 14 ] |  |
| 2005年（平成17年） | 11,287人 | [ 15 ] |  |
| 2010年（平成22年） | 10,570人 | [ 16 ] |  |
| 2015年（平成27年） | 10,445人 | [ 17 ] |  |

世帯数の変遷
国勢調査による世帯数の推移。
| 1995年（平成7年）  | 5,839世帯 | [ 13 ] |  |
| 2000年（平成12年） | 6,197世帯 | [ 14 ] |  |
| 2005年（平成17年） | 6,188世帯 | [ 15 ] |  |
| 2010年（平成22年） | 6,080世帯 | [ 16 ] |  |
| 2015年（平成27年） | 6,112世帯 | [ 17 ] |  |

## 事業所
2016年（平成28年）現在の経済センサス調査による事業所数と従業員数は以下の通りである。

### 淡路
| 丁目       | 事業所数  | 従業員数 |
| ---------- | --------- | -------- |
| 淡路一丁目 | 15事業所  | 75人     |
| 淡路二丁目 | 22事業所  | 123人    |
| 淡路三丁目 | 88事業所  | 526人    |
| 淡路四丁目 | 272事業所 | 1,721人  |
| 淡路五丁目 | 67事業所  | 363人    |
| 計         | 464事業所 | 2,808人  |

### 東淡路
| 丁目         | 事業所数  | 従業員数 |
| ------------ | --------- | -------- |
| 東淡路一丁目 | 61事業所  | 718人    |
| 東淡路二丁目 | 35事業所  | 279人    |
| 東淡路三丁目 | 16事業所  | 149人    |
| 東淡路四丁目 | 117事業所 | 936人    |
| 東淡路五丁目 | 19事業所  | 170人    |
| 計           | 248事業所 | 2,252人  |

### 西淡路
| 丁目         | 事業所数  | 従業員数 |
| ------------ | --------- | -------- |
| 西淡路一丁目 | 137事業所 | 1,835人  |
| 西淡路二丁目 | 22事業所  | 261人    |
| 西淡路三丁目 | 57事業所  | 597人    |
| 西淡路四丁目 | 36事業所  | 501人    |
| 西淡路五丁目 | 37事業所  | 484人    |
| 西淡路六丁目 | 25事業所  | 797人    |
| 計           | 314事業所 | 4,475人  |

## 主な施設

### 公共施設
- 大阪市立東淀川図書館

### 商店街
- 淡路本町商店街
- 東淡路商店街

### 教育
- 大阪市立西淡路小学校・大阪市立淡路中学校（隣接型小中一貫校「須賀の森学園」）
- 大阪市立東淡路小学校

### 郵便局
- 東淀川淡路郵便局
- 東淀川西淡路郵便局
- 東淀川東淡路郵便局

### 商業
- イズミヤ淡路店
- キリンド淡路店
- マツヤデンキ淡路店
- 阪急オアシス淡路店
- アカシヤ淡路店
- エディオン淡路店
- ライフ東淡路店
- バロー淡路店
- マツモトキヨシ
- オーエスドラッグ
- ダイコクドラッグ

## 交通

### 鉄道
- 阪急電鉄（京都本線・千里線）淡路駅

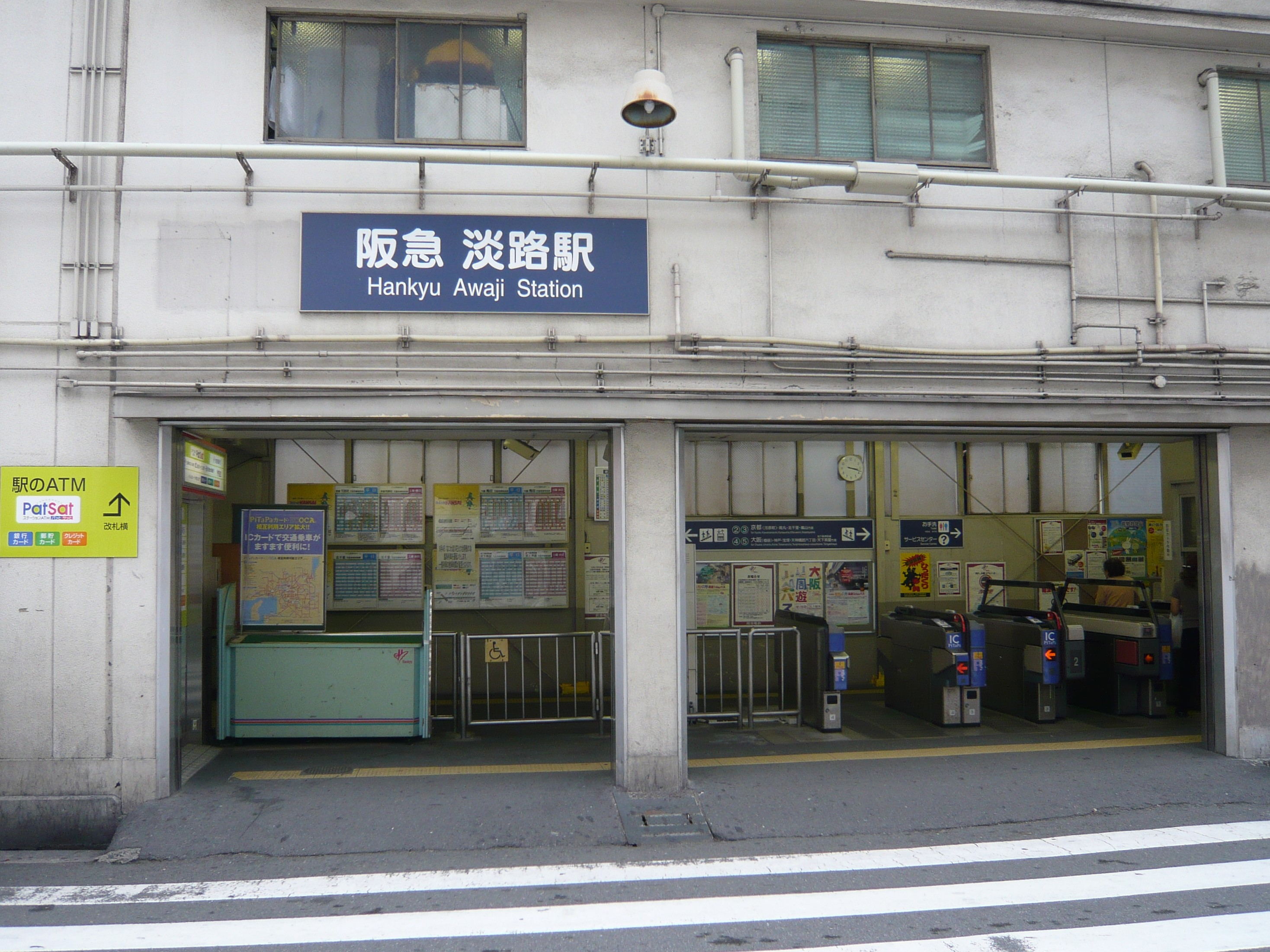
阪急淡路駅西口

  - 梅田、京都河原町、千里ニュータウン、そして相互乗り入れするOsaka Metro堺筋線を介して大阪市都心部へ通じており、阪急に関して言えば利便性は大変高い。
- JR西日本（おおさか東線）JR淡路駅 - 阪急淡路駅の東方に設置された。
- 東海道新幹線が西淡路地区を通過するが、駅はない。

かつて淡路地区には阪急新大阪連絡線構想があった。阪急十三駅・神崎川駅から新大阪駅を経由し淡路駅へ至るもので、実現すれば阪急淡路駅は5方向からの列車を受ける一大拠点となるところだった。しかし阪急電鉄は、2002年12月6日に新大阪―淡路間および神崎川―新大阪間の免許廃止申請を提出、翌2003年には正式に受理され、新大阪から淡路へ阪急の路線が来ることはなくなった。
阪急が淡路―新大阪間建設を断念してからしばらく経った2006年5月、両駅間アクセスを図ったコミュニティバス「あいバス」が運行を開始したが、2年弱で廃止となった（後述）。
2019年3月にJR淡路駅が開業し、阪急の代わりにJRおおさか東線によって新大阪連絡が可能となった。阪急淡路駅は近く高架化され、駅舎をJR線に寄せる形で東側へ移すと同時に駅前広場などを整備して、現在まったくバスなどの乗り入れる余地のない点を改善する予定である。ただ、商店街や諸施設の多くは現在の駅位置に直結している。

### バス
- 大阪シティバス

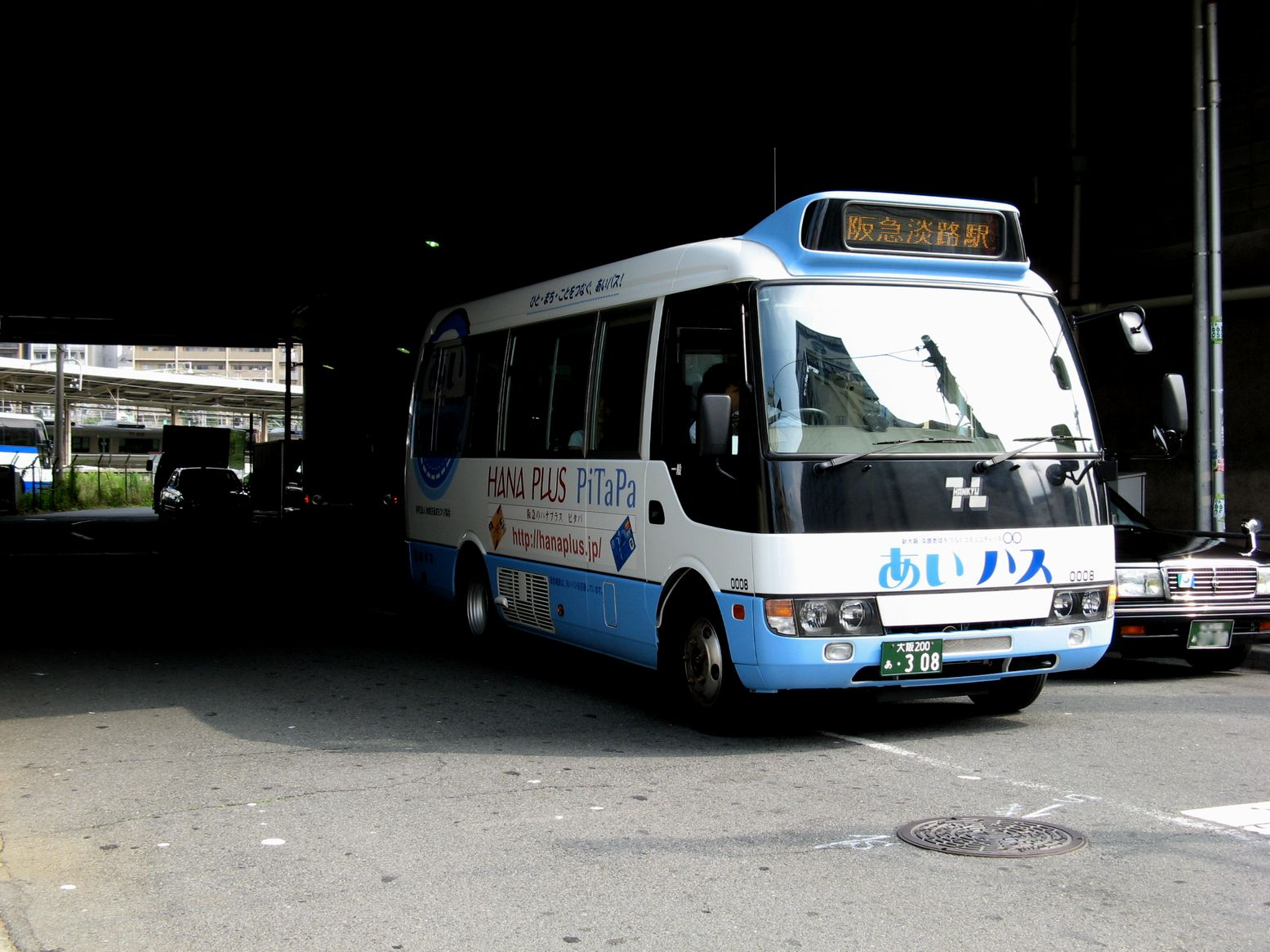
かつて淡路を走っていた「あいバス」
（新大阪駅東口にて 2007年6月）

  - 11号系統 東淀川区役所前→東淀川郵便局前→淡路四丁目→東淀川駅前（※一部の便のみ乗り入れ）→新大阪駅東口→阪急崇禅寺駅前→淡路四丁目→東淀川郵便局前→東淀川区役所前
  - 37号系統 井高野車庫前―上新庄駅北口―東淀川郵便局前―菅原―東淡路一丁目―長柄橋南詰―大阪駅前
  - 93号系統 井高野車庫前―大阪経大正門―東淀川区役所前―菅原―東淡路一丁目―地下鉄西中島南方―十三―大阪駅前

これらの系統は、いずれも淡路の周縁部を走っている。中心部については、淡路駅と新大阪駅を連絡するコミュニティバス「あいバス」（運行は阪急バス）が2006年5月から2008年3月まで運行されていたが、利用不振につき廃止された。現在、淡路駅に乗り入れる路線バスはない。

### 道路
- 大阪府道14号大阪高槻京都線（淀川通）

## その他

### 日本郵便
- 集配担当する郵便局と郵便番号は以下の通りである[19]。

| 町丁   | 郵便番号 | 郵便局       |
| ------ | -------- | ------------ |
| 淡路   | 533-0032 | 東淀川郵便局 |
| 東淡路 | 533-0023 | 東淀川郵便局 |
| 西淡路 | 533-0031 | 東淀川郵便局 |